# Palangos miesto centrinis stadionas
Palangos miesto centrinis stadionas eller Centralstadion är en fotbollsarena i Palanga i Litauen. Den är hemmaarena för FK Palanga.

## Övrigt
- Kapacitet: 1 500.
- Publikrekord: (?)
- Spelplan: 105 x 68 m.
- Underlag: Gräs.
- Belysning: (?)
- Byggnadsår: (?)
- Total byggkostnad: (?)

## Fotbollsarenan
Det verkliga renoveringsarbetet på stadion inleddes 2014. 
2015 stadion genomgick återuppbyggnad.
Ett speciellt dräneringssystem för regnvatten anpassat för stadion och torg installerades, elnätet byttes ut och bevattningssystem ersattes. Underjordiska delar av sektorerna för längdhopp, bollkastning, skiva och hammare är installerade. Andra arbeten (målning).
2015 det renoverade stadionet öppnades högtidligt i början av augusti.
Rekonstruktionen av Palanga stadion kostade mer än 650 000  euro.